# Kollegiatstift Arneburg
Das Stift St. Maria war ein Kollegiatstift in Arneburg im heutigen Sachsen-Anhalt (Deutschland).

## Lage
Das Stift lag auf der Burg südöstlich der Stadt.

## Geschichte
Das Kollegiatstift wurde 1459 von Markgraf Friedrich dem Jüngeren gegründet, der sich häufiger in Arneburg aufhielt. Es war mit zwölf Kanonikern besetzt, wobei die Wahl des Dekans dem Kapitel selbst oblag. Mit der Einführung der Reformation in der Mark Brandenburg wurden frei werdende Präbenden des Kollegiatstifts nicht mehr besetzt, sodass dieses in den Folgejahren einging.

## Archivalien
- Urkundenüberlieferung des Kollegiatstifts Arneburg im Landesarchiv Sachsen-Anhalt, Abteilung Magdeburg
- Kollegiatstift St. Maria, Arneburg in der Klosterdatenbank der Germania Sacra

Koordinaten: 52° 40′ 22,7″ N, 12° 0′ 28,6″ O